# Ácido octadecatetraenoico

Ácido (9Z ,11E ,13E ,15Z)-octadeca-9,11,13,15-tetraenoico (ácido α-parinárico)

El ácido octadecatetraenoico es un compuesto químico con fórmula C
18H
28O
2, un ácido graso poliinsaturado cuya molécula tiene una estructura principal no ramificada de 18 carbonos con cuatro enlaces dobles.
El nombre se refiere a diferentes isómeros estructurales y configuracionales, que difieren en la posición de los dobles enlaces y en si están en configuración cis (Z) o trans (E). Algunos isómeros tienen considerable importancia biológica, farmacéutica o industrial, como por ejemplo:
- Ácido α-parinárico (9Z ,11E ,13E ,15Z), que se encuentra en las semillas del árbol makita ( Parinari laurina )
- Ácido estearidónico (6Z , 9Z ,12Z ,15Z), un ácido graso esencial
- Ácido coniferónico (5Z, 9Z, 12Z, 15Z), encontrado en Larix decidua